# Maldita
Maldita é uma banda de heavy metal / metal alternativo / metal industrial do Rio de Janeiro. Formada em meados de 2001, tem como sua atual formação Erich (vocal), Lereu (guitarra), Eliza Schinner (baixo) e Vidaut (bateria). Em 2005, lançaram seu primeiro disco, Mortos ao Amanhecer, e nesse mesmo ano realizaram um total de 53 shows pelo Brasil. Em 2007, lançaram seu segundo disco, Paraíso Perdido. Gravaram o videoclipe documentário, Bastardos da América, na Favela da Rocinha. Nessa turnê, participaram de diversos festivais independentes e abriram shows para o músico Marilyn Manson. Logo depois, em 2009, a Maldita parte para sua primeira tour na Europa, Beyond The Chaos Tour, onde fez uma bateria de 11 shows na Holanda e 1 na Bélgica. Nesse mesmo ano, tocaram no festival Maquinaria ao lado de Faith No More, Deftones, Jane's Addiction, Sepultura, Nação Zumbi e Suicidal Tendencies. Em março de 2010, participaram do programa Estilos Brasil (Fashion Tv), que foi apresentado por Andreas Kisser (Sepultura) e tratava sobre o tema de bandas de Rock na comunidade da Favela da Rocinha. Durante a apresentação da banda, o ícone do metal pegou uma guitarra e dividiu o palco com a banda.
E logo veio o terceiro CD, Nero (2010), com produção assinada por Stanley Soares, produtor de dois discos do Sepultura. Reconhecidos pelos fãs do rock, metal, gótico e industrial, a banda Maldita faz sua primeira grande tour no Nordeste, que incluiu 7 cidades. O tempo foi passando, a banda fazendo diversos shows pelo Brasil, e em seguida veio uma proposta inusitada e explosiva: lançou, em 2012, o EP “Montagem”, um nome que já anuncia a mistura polêmica entre o ritmo mais popular do Rio de Janeiro e o rock pesado. Houve também outra grande novidade: a convite de Vidaut, o vocalista Fernando Crazy é o mais novo integrante agrupado para contrastar à tonalidade de Erich e que, juntos, somam neste novo trabalho. Logo depois, partiram para sua segunda tour na Europa com o total de 40 dias. A Maldita desperta uma enorme curiosidade nos estrangeiros presentes no shows; apresentaram de vez os batidões do funk carioca em perfeita conjuntura com o metal pesado.
Em 2015 lançaram "Estranhos em uma Terra Estranha" que conta também com uma versão em inglês, lançado na europa pelo selo Music In My Soul. "Maldito Zé do Caixão", é a faixa em homenagem ao Mojica, que participa em pessoa do videoclipe, além disso a música tornou-se trilha sonora  de abertura de uma série recém lançada sobre Zé do caixão. Algumas de suas letras foram polêmicas; envolvendo violência, apologia ao feminicídio e citações macabras de necrofilia.
A banda trabalha seu 5º álbum de estúdio, intitulado Lúcifer, em 2019.

## Lançamentos

### Primeiros anos (2001-2004)
Tudo começou com uma proposta originalmente multimídia que envolvia não apenas música mas também filmes e apresentações teatrais, de fato, todas voltadas para o lado lúgubre da expressão artística. No inicio a banda foi batizada pelo vocalista pelo nome de Malachi, personagem do filme “Children of the corn” (Colheita Maldita) de Stephen King, isso graças ao fascínio que seus integrantes tem por filmes de terror.
Erich se junta com Tarso (Pussyman, guitarra) e resolvem se dedicar a música e surge então a Malachi, banda de Thrash-metal-industrial que tinha fortes influências de Skinny Puppy, Nine Inch Nails e Marilyn Manson. A ideologia da banda era realizar shows aonde o público se sentisse dentro de um filme de terror. Nessa ocasião, a performance era mais evidente que a própria musicalidade que eram muitas das vezes versões brasileiras de suas influências do exterior.
Por muito tempo Malachi foi apenas um power trio e foi com essa formação que fizeram o seu primeiro show na favela da rocinha.
Em 2003 Luis apresenta a banda para o estúdio em que Vidaut e Leo canibal trabalhavam juntos e lá nasce a maldita nas gravações da primeira demo: Mortos para o mundo. Esse disco, produzido por Vidaut e Leo, no estúdio Red Floor, enfatizava os climas sobrenaturais e trazia 7 faixas, entre elas a balada "Anatomia" e o rock macabro Que eu odeio . Vidaut e Leo rapidamente fazem parte da banda e foi nessa época que a banda deixou de ser Malachi para se tornar a mulher que chora sangue; a Maldita.
Desde então se apresentava constantemente entre o Rio de Janeiro e São paulo, na capital paulista eles tocavam no D-edge, R.I.P, Atari entre outras casas de Rock.

### Mortos ao Amanhecer (2005)
As ideias no papel - poesia dilacerante entranhada na carne, um caderno que se transformaria no primeiro passo da construção Maldita. De seus gritos contidos em pequenas folhas, Erich viu seu universo de formas caligraficamente tortas ganhar vida e um maior sentido através de harmonias, batidas e vozes.
Nessa época, a maldita fazia suas apresentações no Sérgio Porto (Festival Cep 20.000) e assinaram com o selo Nikita Records e lá gravaram se primeiro disco; Mortos ao Amanhecer (2005). O disco produzido por Nilo Romero e Damien Seth. Possui uma sonoplastia muito peculiar com destaques para a música Anatomia que tem mais de 550 mil execuções no Youtube.
Porém, devido a problemas pessoais, Tarso sai da banda e no lugar entra o mais novo guitarrista da banda, Lereu. Recrutado para entrar na banda 1 show antes do show do lançamento oficial do disco, Em Maio de 2005, Lereu se encaixou perfeitamente na Maldita, que agora ganha mais força como uma estrela dançante.
"É preciso ter um caos dentro de si para dar à luz uma estrela cintilante." (Nietzsche)
Unidos em um só corpo e por uma causa maior, Erich, Vidaut, Magrão, Leo Canibal, Luis e Lereu são a sexta face de uma mulher que chora sangue e se apaixonou pelo mal.

### Paraiso Perdido (2007)
Agora não se trata mais de o universo demente de um adolescente e suas relações perturbadas, agora é o amadurecimento musical a caminho do paraíso.
Mas tudo que é bom dura pouco, dessa vez o Luis sai da banda e permanece nas guitarras o último maldito recrutado, Lereu.
E o trem insano,Maldita, continuava indo, precisava ir além dos limites homem! O passo que foi dado, vindo de “Mortos ao Amanhecer”, em direção ao “Paraíso”, era tão nítido de progresso e tão estimulante em termos criativos, que fez de todos aqueles que estavam envolvidos no projeto (Cd, Arte, WebDesign, Assessoria e Produção), uma grande família ansiosa à espera do novo filho. Com influencias de Nietzsche á Schopenhauer e claro, nunca perdendo o toque de filmes de terror que a banda sempre trouxe para a música.
Produzido por Pedro burckauser e lançado como independente em 2007, o paraíso perdido traz dúvidas, assume e levanta criticas.

### Nero (2010)
Nas vesperas das gravações, Leo canibal resolve deixar a banda.
Nero; como a sua principal temática a estrutura designada por Freud de perversão. Diferente do neurótico ou psicótico o perverso é aquele indivíduo que não reconhece limites da lei, do corpo e os prazeres da carne. Nero, imperador de Roma no século I, reconhecido por seus atos exóticos, excessivos e tirânicos é colocado no altar como um arquétipo que representa todos os atos de compulsão e impulsão na alma humana. Em meio a um cenário atemporal e bucólico que remete a uma versão moderna e sonora da divina comédia de Dante, garotos dançam com a marca da besta celebrando todas as múltiplas formas de perversão; Masoquismo, exibicionismo, amor, suicídio, voyeurismo, sadismo, bestialidade, poesia e parafiiías de todas as formas.
Repleto de citações de Marquês de Sade, William S. Burroughs e outros filósofos da linguagem perversa, Nero ressuscita e se sai de dentro de todos nós toda vez que experimentamos a indizível sensação de abuso de poder, a corrupção de nossa própria inoscência em uma metamorfose que, semelhante a da borboleta, nos elevamos de um ser rastejante a uma maravilha da natureza.
Produzido por Stanley Soares (Sepultura; Dante XXI e A-Lex) o estilo Thrash Metal mescla poesia de uma mente desiludida com ritmos eletrônicos (industrial) e muitas vezes uma pegada que remete ao Rap. Esse sincretismo configura a trilha sonora de um apocalipse não muito distante que traz umas das figuras mais irreverentes e polemicas de nossa história, de volta ao nosso mundo. Nero o imperador mais odiado, filho daquela piranha!

### Montagem (2012)
Agora, o novo disco contempla cinco faixas com os títulos: "Mama Eu", "Peixes", "Jesus", "Se eu Cair na sua casa" e "O que a lua traz consigo", onde as críticas típicas da banda continuam só que dessa vez, guiadas pelos batidões intensos do funk. Todas as músicas também ganharam versão em inglês.
Para ilustrar esse novo ciclo, a banda escolheu a música "Peixes" para o primeiro clipe.
E quem acompanha a estrada da Maldita, há uma outra grande novidade: à convite de Vidaut, o vocalista Fernando é o mais novo integrante agrupado para contrastar à tonalidade de Erich e que, juntos, somam neste novo trabalho.
A sinergia do quinteto supera o desafio da inovadora fusão: a voz hipnótica de Erich incorpora um MC infernal, as batidas enérgicas de Vidaut sincronizam um caminho entre o metal e o funk, e com o timbre que faltava na banda do novo integrante Fernando Dias, a guitarra de Lereu e o baixo de Magrão ganham uma nova forma. Agora, as 5 pontas do pentagrama estão completas.

### Polêmica do fuzil
Em 2007 na tournê do Paraíso Perdido, a banda foi convidada para abrir os shows da tournê brasileira do Marilyn Manson no Rio de Janeiro e em São Paulo e em uma das apresentações Erich entra com uma réplica de um fuzil (Esperando extrair alguma reação das pessoas) e chama atenção de todos que estavam presentes. O fato foi denunciado á delegacia e Erich foi chamado para depor e em seguida foi liberado.

## Integrantes

### Erich Eichner
(Rio de Janeiro, 25 de junho de 1982), é o vocalista da banda. Além de ser músico, é formado em Psicologia. Tem uma produtora de videos independentes e futuramente pretende lançar um livro sobre seus textos referentes á nova ordem mundial e também um filme previsto para 2013. Antigamente produzia seus próprios filmes trash's mas decidiu deixar isso um pouco de lado e resolveu montar a banda. Possui um projeto paralelo chamado contra pela qual produz tudo sozinho, em Fevereiro de 2013 foi lançado a faixa "Samsara" do disco ainda não lançado "Marca de Caím".

### Fernando Crazy
(Rio de Janeiro, 12 de Fevereiro de 1976), é vocalista da banda.
Foi convidado a entrar por Vidaut, para trabalhar no EP Montagem que foi lançado em 2012
Mas antes da sua entrada oficial na banda ser anunciada, Fernando já fazia participações em shows da banda em São Paulo e no Rio de Janeiro; para que aos poucos os fãs fossem se acostumando com a sua presença no palco.
"Entrar já, botar a cara em um projeto desse com uma banda que já existe há 10 anos com outro tipo de trabalho que vinha fazendo e de repente você mesclar o funk. Então de repente tem muitas pessoas que tem a cabeça com a mente fechada que realmente me mataram,
já estou morto (risos)." Fernando em recente entrevista para o site Dynamite.

### Lereu
(Rio de Janeiro, 01 de Maio de 1982), é o guitarrista da banda.
Ex-integrante da extinta Banda Gaza, Lereu entrou na Maldita em 2005, 1 show antes do lançamento do disco Mortos ao Amanhecer para substituir o guitarrista Tarso que tinha acabado de sair da banda. Por indicação do guitarrista luis (que permaneceu na banda até 2006) Lereu se adaptou rapidamente á Maldita, tirou de ouvido todas as músicas que precisava para o show de abertura do Ratos de Porão no Circo Voador.
Atualmente trabalha no Estúdio de gravação Casa do mato.

### Vidaut Campos
(Rio de Janeiro, 21 de dezembro de 1981) é compositor e produtor musical. É o baterista da banda.
Fã de bandas como Rush, Pantera e Slayer, Vidaut assim como a maioria dos músicos começou seu interesse pela música desde cedo, começou a tocar bateria aos 9 anos de idade. Já participou de vários outros projetos musicais pelo Rio de Janeiro e trabalhou por 5 anos no estúdio de gravação de áudio Red Floor na barra da tijuca e depois no Estúdio Zum. Formado em produção musical em 2002, pela Faculdade Estácio de Sá, trabalha no ramo desde 1998.[carece de fontes?]

### Magrão
(Rio de Janeiro,17 de Julho de 1981), é o baixista da banda. Formado em engenharia de produção na PUC Rio em julho de 2004, técnico de gravação desde 2007 fundou o Estúdio Zum em parceria com Vidaut e fazia aulas de violão junto com seu tio Erich e logo depois foi para a Malachi.[carece de fontes?]

### Ex-integrantes
- Tarso Pussyman - guitarra (2001 - 2005)
- Luis Tanque - guitarra (2002 - 2006)
- Leo Canibal - teclado (2003 - 2009)

## Discografia

### Álbuns de estúdio
- Mortos ao Amanhecer (2005)
- Paraíso Perdido (2007)
- Nero (2010)
- Estranhos em uma Terra Estranha (2016)
- Lúcifer (2019)

### EPs
- Montagem (2012)

## Videografia
- O Homem Com O Rosto Cortado (2005);
- Anatomia (2005);
- Estrela De Fogo (2006);
- Embaixadores Da Carne Do Amanhã (2008);
- Bastárdos Da América (2009);
- Crepúsculo (2010);
- Rock da Jabulani (2010);
- Nero (2010);
- Sinfonia (Para Gólgota) (2011);
- Estigma (2012);
- Peixes (2012);
- Pisces (2012);
- Mama Eu (2013);
- Maldito (Zé do Caixão) (2014);
- Sacrifício (Você é Um) (2015).
- Lúcifer (2019)
- Podre por Dentro e por Fora (2020)